# Bahnhof Mainz-Gonsenheim
Der Bahnhof Mainz-Gonsenheim ist der Bahnhof des Stadtteils Gonsenheim der rheinland-pfälzischen Landeshauptstadt Mainz und liegt an der Bahnstrecke Alzey–Mainz. Bis auf wenige Ausnahmen halten hier ausschließlich Regionalbahnen.

## Geografische Lage
Der Bahnhof Mainz-Gonsenheim liegt sich am Südrand des namensgebenden Ortes, nahe dem Gewerbegebiet Kisselberg und dem Münchfeld.

## Geschichte
Am 18. Dezember 1871 eröffnete die Hessische Ludwigsbahn (HLB) die Bahnstrecke Alzey–Mainz. Dies beschleunigte die Expansion von Gonsenheim. Der Bahnhof trug zunächst die Bezeichnung Gonsenheim. Zum 10. Juli 1938 wurde er in Mainz-Gonsenheim umbezeichnet.
Zum Fahrplanwechsel 2014/2015 im Dezember 2014 übernahm die vlexx GmbH die Verkehrsleistungen auf der Strecke Mainz – Alzey von DB Regio. Bis zum Betreiberwechsel kreuzten sich in der Regel in Gonsenheim zwei Regional-Express-Züge, jedoch ohne Halt für Fahrgäste. Seitdem finden die Zugkreuzungen in der Regel in Nieder-Olm statt.

## Bahnanlagen
Im Bahnhofsbereich befinden sich ein durchgehendes Hauptgleis (Gleis 1) am Hausbahnsteig sowie ein bahnsteigloses Kreuzungsgleis (Gleis 2). Bis Dezember 2014 kreuzten sich hier die Regional-Express-Züge Mainz–Alzey (RE 13).

## Betrieb

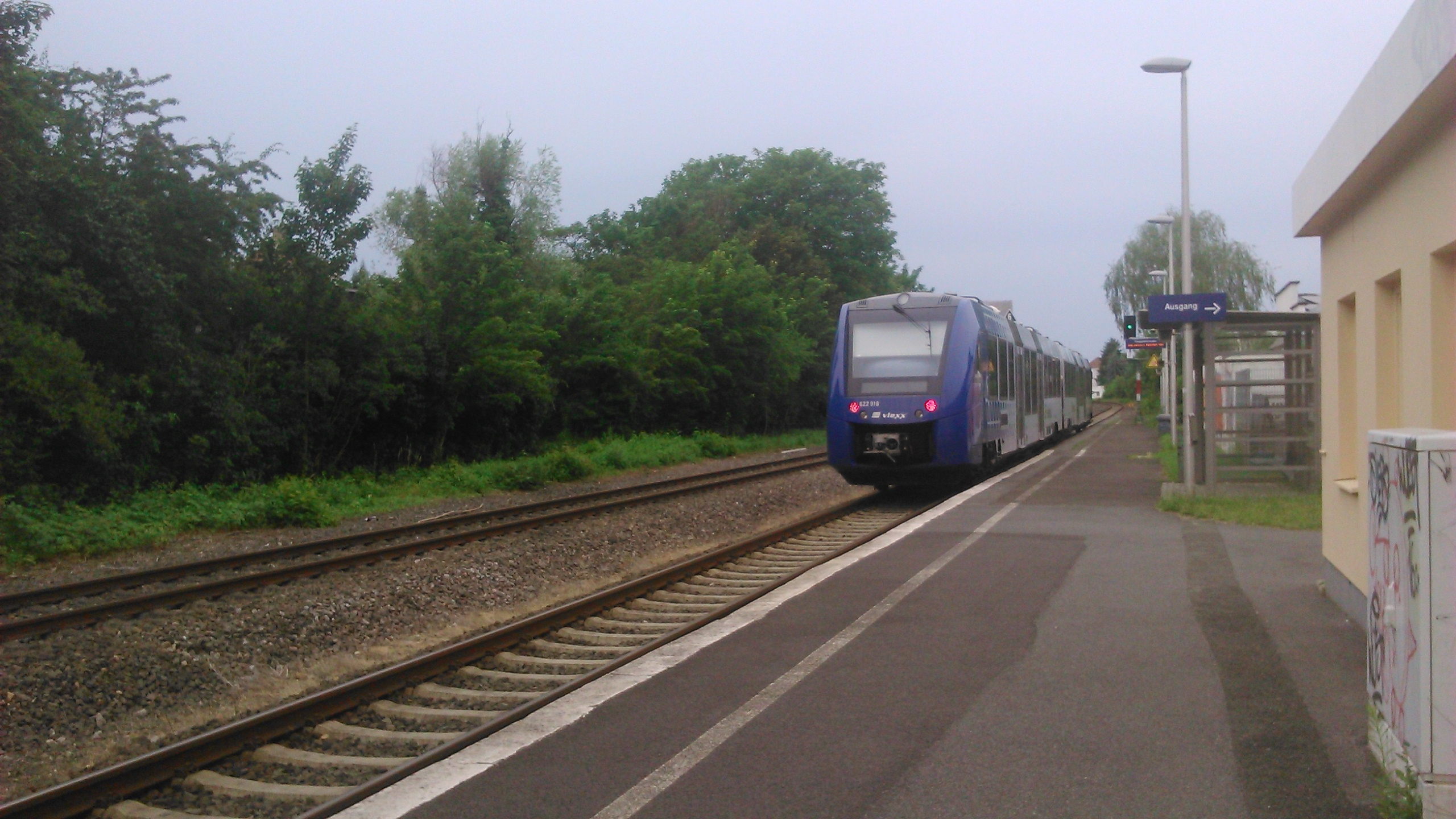
Bahnhof Mainz-Gonsenheim, Zug Richtung Alzey

Als Stadtteil der Stadt Mainz liegt Gonsenheim sowohl im Tarifgebiet des Rhein-Nahe-Nahverkehrsverbundes (RNN) als auch im Tarifgebiet des Rhein-Main-Verkehrsverbundes (RMV). Für den innerstädtischen Verkehr kommen auch die Tarife des Verkehrsverbundes Mainz-Wiesbaden (VMW) und der Mainzer Verkehrsgesellschaft (MVG) zum Einsatz.

### Bahn
In Mainz-Gonsenheim halten fast ausschließlich Regionalbahnen der Relation Alzey–Nieder-Olm–Mainz Hbf (RB 31) im Stundentakt. In den werktäglichen Hauptverkehrszeiten werden einzelne Züge über Mainz Hbf hinaus bis nach Frankfurt am Main durchgebunden. Dadurch gibt es von Gonsenheim aus Direktverbindungen vom und zum Flughafen Frankfurt Main.
An Wochenenden und Feiertagen im Sommerhalbjahr hielt 2016 und 2017 zudem der Elsass-Express auf seiner Fahrt von Mainz nach Wissembourg in Mainz-Gonsenheim.
| Linie                    | Linienweg | Takt          |
| ------------------------ | --- | ------------- |
| RE 13                    | Kirchheimbolanden – Alzey – Armsheim – Saulheim – Nieder Olm – Mainz-Gonsenheim – Mainz Hbf (– Rüsselsheim – Frankfurt (Main) Hbf) | einzelner Zug |
| RB 31                    | (Frankfurt (Main) Hbf – Frankfurt (Main) Flughafen Regionalbf – Rüsselsheim – Mainz Römisches Theater) (einzelne Züge zur HVZ) – Mainz Hbf – Mainz Waggonfabrik – Mainz-Gonsenheim – Mainz-Marienborn – Klein Winternheim-Ober Olm – Nieder Olm – Saulheim – Wörrstadt – Armsheim – Albig – Alzey (– Alzey West – Wahlheim (Kr. Alzey) – Freimersheim – Kirchheimbolanden) (Alzey→Kirchheimb. morgens/vorm., Kirchheimb.→Alzey nachm./abends) Stand: Fahrplanwechsel Dezember 2021 | 60 min        |
| Stand: 10. Dezember 2023 | |               |

### Bus
Der Bahnhof Mainz-Gonsenheim war bis Ende 2019 als einziger Bahnhof in Mainz nicht direkt an den Mainzer Nahverkehr angeschlossen. An der in 160 Meter Entfernung an der Hauptstraße befindlichen Bushaltestelle Gonsenheim/Bahnhof hielten bis zum Fahrplanwechsel im Dezember 2019 ausschließlich die Nachtbuslinie 91 sowie ein eventuell benötigter Schienenersatzverkehr (SEV). Seitdem bedient die Buslinie 78 alle 30 Minuten die Haltestelle und schafft so eine direkte Anbindung in die Mainzer Innenstadt.